# Tituly a vyznamenání Valdase Adamkuse

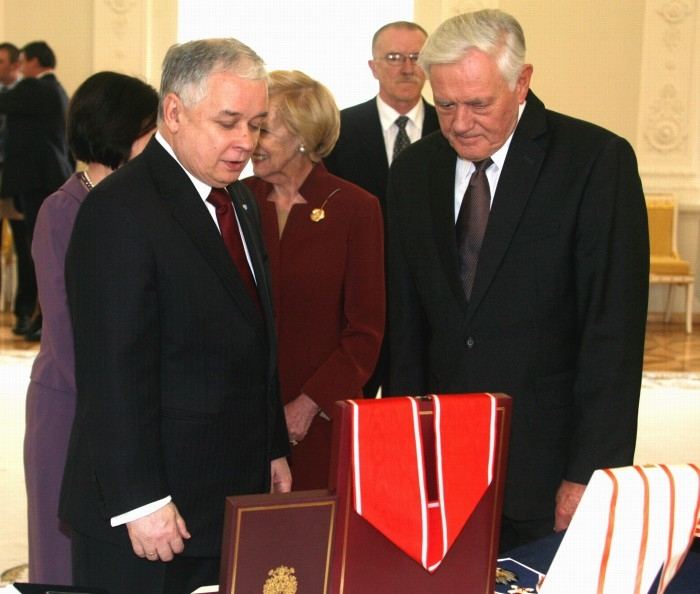
Prezidenti Lech Kaczyński a Valdas Adamkus si vyměňují státní řády

Valdas Adamkus, litevský politik a bývalý prezident Litvy, obdržel během svého života řadu litevských i zahraničních vyznamenání. Během výkonu funkce prezidenta republiky byl velmistrem litevských řádů. Je také držitelem mnoha čestných doktorátů jak litevských tak zahraničních univerzit.

## Vyznamenání

### Litevská vyznamenání
Během výkonu funkce prezidenta Litvy v období od 26. února 1998 do 26. února 2003 a opět od 12. července 2004 – 12. července 2009 byl velmistrem litevských řádů:
- Řád Vitolda Velikého
- Řád Vytisova kříže
- Řád litevského knížete Gediminase
- Řád za zásluhy Litvy

#### Osobní vyznamenání
- velkokříž Řádu Vitolda Velikého se zlatým řetězem – 26. února 2003[1][2]

### Zahraniční vyznamenání
- Albánie
  - Řád Matky Terezy – 2007[2]
- Arménie
  -  Medaile Mesropa Maštoce – 2002[2]
- Belgie
  -  velkostuha Řádu Leopolda – 2006[2]
- Bulharsko
  -  Řád Stará planina I. třídy – 2009[2]
- Estonsko
  -  Řád kříže země Panny Marie I. třídy s řetězem – 24. září 1999[2][3]
  -  Řád bílé hvězdy I. třídy s řetězem – 30. září 2004[2][4]
- Finsko
  -  velkokříž s řetězem Řádu bílé růže – 2002[2][5]
- Francie
  -  velkokříž Řádu čestné legie – 2001[2]
- Gruzie
  -  Vítězný řád svatého Jiří – 23. listopadu 2007[2][6]
- Chile
  -  velkokříž s řetězem Řádu za zásluhy – 2008[2]
- Island
  -  velkokříž Řádu islandského sokola – 8. června 1998[2][7]
- Itálie
  -  velkokříž s řetězem Řádu zásluh o Italskou republiku – 23. února 1999[2][8]
- Japonsko
  -  velkostuha Řádu chryzantémy – 2007[2]
- Kazachstán
  -  Řád přátelství I. třídy – 2000[2]
- Lotyšsko
  -  velkokříž s řetězem Řádu tří hvězd – 13. března 2001 – udělila prezidentka Vaira Vīķe-Freiberga[2][9]
- Maďarsko
  -  velkokříž Záslužného řádu Maďarské republiky – 1999[2]
  -  velkokříž s řetězem Záslužného řádu Maďarské republiky – 2006[2][10]
- Malta
  -  velkokříž Národního řádu za zásluhy – 1999[2]
- Německo
  -  velkokříž speciální třídy Záslužného řádu Spolkové republiky Německo – 2005[2]
- Nizozemsko
  -  velkokříž Řádu nizozemského lva – 2008[2]
- Norsko
  -  velkokříž Řádu svatého Olafa – 1. července 1998[2][11]
- Polsko
  -  Řád bílé orlice – 31. března 1999 – udělil prezident Aleksander Kwaśniewski za jeho mimořádný přínos pro rozvoj polsko-litevské spolupráce[2][12]
  -  velkokříž Řádu znovuzrozeného Polska – 15. dubna 2009 – udělil prezident Lech Kaczyński za vynikající služby pro rozvoj polsko-litevské spolupráce[2][13]
- Portugalsko
  -  velkokříž s řetězem Řádu prince Jindřicha – 31. května 2007[2][14]
- Rakousko
  -  velkohvězda Čestného odznaku Za zásluhy o Rakouskou republiku – 2009[2][15]
- Rumunsko
  -  velkokříž s řetězem Řádu rumunské hvězdy – 2001[2][16]
- Řecko
  -  velkokříž Řádu Spasitele – 1999[2]
- Slovensko
  -  Řád bílého dvojkříže I. třídy – 2005[2]
- Spojené království
  -  čestný rytíř velkokříže Řádu lázně – 2006[2][17]
- Španělsko
  -  velkokříž s řetězem Řádu Isabely Katolické – 6. června 2005 – udělil král Juan Carlos I.[2][18]
- Ukrajina
  -  Řád knížete Jaroslava Moudrého I. třídy – 5. listopadu 1998 – udělil prezident Leonid Kučma za významný osobní přínos k rozvoji ukrajinsko-litevské spolupráce[2][19]
  -  Řád za zásluhy I. třídy – 14. listopadu 2006 – udělil prezident Viktor Juščenko za významný osobní přínos k rozvoji ukrajinsko-litevských vztahů[2][20]
  -  Řád svobody – 26. června 2009 – udělil prezident Viktor Juščenko za významný osobní přínos k rozvoji ukrajinsko-litevských vztahů[2][21]
  -  Řád knížete Jaroslava Moudrého II. třídy – 3. listopadu 2016 – udělil prezident Petro Porošenko za vynikající osobní služby při posilování ukrajinsko-litevských mezistátních vztahů[22]
- Uzbekistán
  -  Řád za vynikající zásluhy – 27. září 2002 – udělil prezident Islam Karimov za zásluhy o rozvoj a prohloubení přátelských vztahů a spolupráce mezi Uzbekistánem a Litvou, stejně jako za přínos k posílení mezinárodní bezpečnosti a stability[2][23]

## Akademické tituly

### Doctor honoris causa
- Vilniuská univerzita – 1989[2]
- Saint Joseph's College – 1991[2]
- Severozápadní univerzita – 1994[2]
- Kauno Technologijos Universitetas – 1998[2]
- Catholic University of America – 1998[2]
- Aleksandro Stulginskio universitetas – 1999[2]
- Illinois Institute of Technology – 1999[2]
- Euroasijská inovativní univerzita – 2000[2]
- DePaul University – 2001[2]
- Univerzita Mykolase Römerise – 2001[2]
- Vytauto Didžiojo Universitetas – 2002[2]
- Litevská sportovní univerzita – 2004[2]
- Jerevanská státní univerzita – 2006[2]
- Státní univerzita v Baku – 2006[2]
- Doněcká národní univerzita – 2006
- University of Notre Dame – 2007[2]
- Univerzita Mikuláše Kopernika v Toruni – 2007[2]
- Tallinnská univerzita – 2008[2]
- Universidad de Chile – 2008[2]
- Klaipėdos universitetas – 2008
- Katolická univerzita v Lublinu – 2009[2]
- ISM Vadybos ir ekonomikos universitetas – 2009